# Dolná Ves
Dolná Ves – wieś (obec) na Słowacji położona w kraju bańskobystrzyckim, w powiecie Żar nad Hronem. Pierwsze wzmianki o miejscowości pochodzą z roku 1429. 
Według danych z dnia 31 grudnia 2012, wieś zamieszkiwało 247 osób, w tym 122 kobiety i 125 mężczyzn.
W 2001 roku rozkład populacji względem narodowości i przynależności etnicznej wyglądał następująco:
- Słowacy – 97,93%
- Niemcy – 0,41%
- Polacy – 0,41%
- Romowie – 0,83%

Ze względu na wyznawaną religię struktura mieszkańców kształtowała się w 2001 roku następująco:
- Katolicy rzymscy – 71,37%
- Ewangelicy – 0,83%
- Ateiści – 6,64%
- Nie podano – 19,5%